# Pachyarmatherium
Pachyarmatherium is een geslacht van uitgestorven gordeldierachtigen. Dit dier leefde tijdens het Plioceen en Pleistoceen.
Pachyarmatherium wordt beschouwd als nauwst verwant aan de gordeldieren op basis van de vergelijkbare histologische structuur van de osteodermen, terwijl die van de pampatheriën en glyptodonten afwijkt. Pachyarmatherium was een gravend dier van ongeveer honderd kilogram zwaar dat zich voedde met mieren en termieten. Pachyarmatherium lijkt in Noord-Amerika te zijn ontstaan uit een zuidelijke migrant om vervolgens terug te keren naar Zuid-Amerika. P. leiseyi is bekend van een vondsten uit Florida, North Carolina en Costa Rica en dateren uit het Laat-Blancan tot Vroeg-Irvingtonian. Daarnaast zijn twee Zuid-Amerikaanse soorten bekend van vondsten in Venezuela, Brazilië en Uruguay, waarvan P. brasiliense overleefde tot het Vroeg-Holoceen.